# Przełęcz pod Gancarzem
Przełęcz pod Gancarzem (735 m) – przełęcz w północno-zachodnim grzbiecie Gronia Jana Pawła II w Beskidzie Małym. Znajduje się pomiędzy Czołem (768 m) a Groniem Jana Pawła II (885 m) (na odcinku między Groniem Jana Pawła II a Przełęczą pod Gancarzem znajduje się jeszcze wierzchołek 763 m). W południowo-zachodnim kierunku stoki Przełęczy pod Gancarzem opadają do dolinki jednego ze źródłowych cieków potoku Rzyczanka w Rzykach, w północno-wschodnich do dolinki jednego z cieków potoku Ponikiewka w Ponikwi.
Przełęcz jest mało wybitna i porośnięta lasem. Ma jednak znaczenie orientacyjne, gdyż krzyżują się na niej dwa szlaki turystyczne. Przechodzi przez nią granica między wsiami Rzyki i Ponikiew w województwie małopolskim, powiecie wadowickim.
Szlaki turystyczne
 Andrychów – Pańska Góra – Czuby – Przełęcz Biadasowska – Wapienica – Przykraźń – skrzyżowanie Panienka – Susfatowa Góra – Przełęcz Kaczyńska – Narożnik – przełęcz Sosina – Czuba – Gancarz – Czoło – Przełęcz pod Gancarzem – Groń Jana Pawła II
 Tarnawa Górna – Schronisko PTTK Leskowiec – Przełęcz pod Gancarzem – Ponikiew – Przełęcz Czesława Panczakiewicza – Wadowice